# Карпенко, Николай Георгиевич
Николай Георгиевич Карпенко (26 февраля 1977, Новороссийск, Краснодарский край, РСФСР, СССР) — российский футболист, играл на позиции защитника.

## Карьера
Воспитанник ДЮСШ «Черноморец» им. В. Г. Бута (Новороссийск). В 1994 году провёл первый сезон за Черноморец, сыграв 3 матча в первой лиге. 24 июня 1995 года в выездном матче 12-го тура против клуба «КАМАЗ-Чаллы» дебютировал за «Черноморец» в высшей лиге. В 1996 году играл за фарм-клуб «Черноморца», в том же сезоне перешёл в «Ниву» Славянск-на-Кубани. В 1997 году перешёл другой клуб из этого города — «Кубань». В 1998 году выступал за «Анапу». Профессиональную карьеру завершил в 2000 году в абаканской «Реформации».